# Shahin Novrasli
Shahin Novrasli (en azéri : Şahin Növrəsli), né à Bakou en 1977, est un pianiste et compositeur de jazz et de Musique classique d'Azerbaïdjan.

## Biographie
Shahin Novrasli est né à Bakou le 10 février 1977. Il manifeste de l’intérêt pour la musique dès l’âge de trois ans. Ses parents, détectant ses aptitudes musicales à cinq ans, l’inscrivent à l’école de musique, en classe de piano. À l’âge de onze ans, Shahin se produit avec l’Orchestre symphonique sous la direction de Faïq Mustafayev au Théâtre Philharmonique National azerbaïdjanais. Il interprète le concerto c-dur d’Azer Rzayev. À la suite de ce concert, et à l’incitation des professeurs, Shahin est transféré à l’école de musique spéciale Bul-Bul. Shahin remporte le concours « Jeune pianiste » et se produit aux concours et aux festivals, interprétant les œuvres de Bach, Beethoven, Mozart, Rakhmaninov. Sous l’influence de l’œuvre de Vagif Mustafa Zadeh, Shahin penche pour le jazz, et plus précisément, pour sa variété azerbaïdjanaise, le jazz-mugham. 
En 1996, Shahin Novrasli entre au Conservatoire national azerbaïdjanais Uzeïr-Hadjibeyov, et à l’achèvement des études en 2000, il s’occupe sérieusement de la musique de jazz, en interprétant les compositions de Keith Jarrett, Bill Evans et d’autres.
En 1999, Shahin Novrasli écrit ses compositions Cascade d’amour (Sevda Chalalesi) et Mille et une nuit, interprète les chants folkloriques azerbaïdjanais dans un style jazz. Pendant ces années, Shahin enregistre deux albums et donne des concerts aux États-Unis, en Italie, en Turquie et en Russie. Shahin Novrasli a participé à de nombreux festivals de jazz internationaux ces dernières années, tels que Caspian Jazz & Blues Festival (Bakou), Hot Summer Jazz Festival (Minneapolis, États-Unis), Black Sea Jazz Festival (Sotchi, Russie), Antalya International Piano Festival (Turquie), festival de jazz de Bakou, East-West Jazz festival (France). 
Les projets de Shahin, son Quintet de jazz avec des instruments de musique traditionnels, « Eternal Way » avec Nathan Peck, Alexandre Machin, Arslan et Nurlan Novrasli, son projet de récital de jazz « Clajamu », son autre projet de récital classique (programme des œuvres de Mozart et de Bach), sont à de nombreuses reprises présentés au public dans de nombreux pays du monde et enregistrés sur disque. Shahin se produit avec Kenny Wheeler, Uday Mazumdar, Ellison Miller, Nathan Peck, Alex Peck, Matt Zebroski, Jeff Lederer, John Wilcan, Alim Gasimov, Alexander Mashin et d’autres musiciens célèbres. Dans sa musique, Shahin Novrasli combine les traditions occidentales et orientales, le jazz avec le mugham. En étudiant les sources du mugham, Shahin synthétise ses mélodies avec les rythmes du jazz traditionnel et des éléments polyphoniques.
Shahin Novrasli est l’un des participants du projet « Buta : Festival de la culture azerbaïdjanaise » en 2009 - 2010 à Londres. Le 25 novembre 2009, Novrasli se produit à Queen Elizabeth Hall avec Iain Ballamy et Tim Garland, en interprétant le jazz-mugham. Le 26 novembre il joue avec Iian Bellamy, Tim Garland et Malcome Cresse au  « Club 606 » à Londres

## Discographie
| Year recorded | Title                 | Label        | Notes |
| ------------- | --------------------- | ------------ | --- |
| 2000          | Jz'Mu                 | Own          | Trio avec Ruslan (basse) , Iskender (batterie)                                                                        |
| 2001          | Live in Moscow        | Buta         | Trio avec Nathan Peck (basse) , Sasha Mashin (batterie)                                                               |
| 2003          | Eternal Way           | Buta         | Quintet avec Nathan Peck (basse) , Sasha mashin (batterie) , Arslan Novrasli (tar) , Nurlan Novrasli (kamancha)       |
| 2006          | Live in Prague Castle | Multisonic   | Quartet avec Nathan Peck (basse) , Sasha Mashin (batterie) , Chris Hemingwey (saxophone)                              |
| 2013          | Bayati                | Bee Jazz     | Trio avec Nathan Peck (basse) , Ari Hoenig (batterie)                                                                 |
| 2017          | Emanation             | Jazz Village | Quintet avec James Cammack (basse). Andre Ceccarelli (batterie), Irakli Koiava (percussion), Didier Lockwood (violon) |